# Новогрецька мова
Стаття з серії:

Грецька мова
- Прагрецька мова
- Мікенська мова
- Давньогрецька мова
- Койне
- Середньогрецька мова
- Новогрецька мова
  - Катаревуса
  - Димотика

Новогре́цька мо́ва (грец. Νεοελληνική γλώσσα) — узагальнювальна назва для всіх діалектів, що використовуються на сучасному етапі розвитку грецької мови.
Початок новогрецького історичного періоду умовно відлічується від падіння Візантійської імперії 1453 року, хоча і досі не встановлено саме лінгвістичний кордон, оскільки багато мовних особливостей, притаманних новогрецькій, були присутніми навіть у 3 столітті до н. е.
Впродовж переважної більшості цього періоду грецька мова розвивалась в умовах диглосії, а також використання різноманітних регіональних діалектів. Зокрема, впродовж 19-го та 20-го століть тривало змагання між народною формою мови дімотікою та літературною, а по суті архаїчною, кафаревусою. Сучасний стандарт грецької мови, заснований на дімотіці, є офіційною мовою Греції та Кіпру.

## Особливості
Новогрецька мова є незалежною гілкою індоєвропейських мов. Усі сучасні форми та місцеві діалекти новогрецької, окрім цаконського, є нащадками койне, яке було у вжитку наприкінці доби античності. Таким чином усі вони можуть бути класифіковані як нащадки аттичної грецької мови — діалекту, на якому говорили мешканці Афін та їхнього району в класичну епоху. Цаконський діалект, ізольований діалект, який використовується нині лише невеличкою громадою Пелопоннесу, є нащадком стародавнього дорійського діалекту. Деякі інші діалекти зберегли елементи різних прадавніх неаттичних діалектів, проте саме аттичне койне вважається більшістю вчених головним джерелом усіх з них.

## Географія
Всього у світі нараховується близько 14-17 млн грецькомовних, що головним чином мешкають у Греції та на Кіпрі, а також це етнічні меншини та іммігрантські громади в багатьох інших країнах світу. Існують також традиційні грецькі поселення у сусідніх країнах: Албанії, Болгарії та Туреччині, низці країн чорноморського узбережжя: Україні, Росії, Грузії, Вірменії, — а також Середземномор'я: південь Італії, в Ізраїлі, Єгипті. Новогрецькою мовою також говорять емігрантські громади у багатьох країнах Західної Європи, Північної Америки, Австралії, а також в Аргентині, Бразилії та інших країнах. Новогрецька також виступає мовою національних меншин у Сербії, Албанії, Болгарії та Румунії.
Грецька мова має статус офіційної мови у Греції, де нею розмовляють близько 99,5 % загальної чисельності населення. Крім того, грецька мова, поряд із турецькою є офіційною мовою Кіпру. Оскільки Греція є членом Європейського Союзу, грецька є однією з 23 офіційних мов ЄС. Грецька офіційно визнана як мова національних меншини у кількох районах Туреччини, Італії та Албанії.

## Діалекти
- Дімотіка
- Кафаревуса
- Понтійський діалект
- Каппадокійський діалект
- Цаконський діалект
- Єврейсько-грецький діалект